# Nahdlatul Ulama
Pour les articles homonymes, voir NU.
La Nahdlatul Ulama, « renaissance des oulémas », de l'arabe نهضة, « renaissance ») ou NU représente l'islam traditionnel indonésien, ou plus précisément javanais. 
La Nahdlatul Ulama accepte la réalité du syncrétisme javanais en s'efforçant de donner un sens musulman aux traditions, rites et croyances antérieurs à l'islam. L'organisation a choisi de se concentrer sur les questions sociales et religieuses plutôt que politiques, ; ses principales activités consistent en la vérification de l'orthodoxie des livres religieux, la gestion d'écoles religieuses et de mosquées, l'assistance aux orphelins et aux pauvres, et la gestion d'organismes pour promouvoir un commerce, une industrie et une agriculture conformes aux principes islamiques.
La NU s'appuie sur le pouvoir des kyai, chefs spirituels traditionnels, ce qui inclut les dirigeants des confréries soufies. Le pouvoir des kyai est également social et même politique, à travers leur influence sur leurs disciples.

## Historique
La NU a été fondée en 1926 à Surabaya (Java oriental) par des oulémas javanais qui s'inquiétaient, d'une part de l'attrait du nationalisme et du communisme, d'autre part du réformisme de la Muhammadiyah. Le premier dirigeant de la NU est Hasyim Asy'ari (1871-1947).
Durant le conflit qui, de 1945 à 1949, oppose la jeune république d'Indonésie aux Pays-Bas à la suite de la proclamation de son indépendance, la NU est active au sein du parti Masyumi, qui combat les Néerlandais. En 1952, la NU décide de constituer son propre parti politique. Ce parti arrive deuxième, derrière le PNI soekarniste, aux élections de 1955, les premières de l'histoire de l'Indonésie.
Quand Soeharto décrète la dissolution du Parti communiste indonésien en 1965, l'organisation de jeunesse de la NU, l'Ansor, participe activement aux massacres dans Java oriental.
Le nouveau pouvoir de Soeharto décide de fusionner tous les partis politiques en deux. L'un, le Parti démocratique indonésien ou PDI, regroupe les partis non musulmans. L'autre, le Parti pour l'unité et le développement ou PPP, absorbe les partis musulmans, dont la NU. En 1974, la NU s'oppose à une proposition de loi qui aurait autorisé les mariages inter-religieux. En 1984, l'organisation décide de se retirer de la politique et de « revenir aux principes de 1926. » Elle accepte le principe du régime de fonder toute organisation sur l'idéologie d'État du Pancasila. Abdurahman Wahid, dit « Gus Dur », petit-fils de Hasyim Ashari et dirigeant musulman respecté, devient le dirigeant de la NU. En 1991, Gus Dur fonde le Forum pour la Démocratie et se bat notamment pour la liberté d'expression.
La NU est la plus grande organisation musulmane d'Indonésie, avec environ 40 millions de membres. Son implantation est largement rurale et principalement dans le centre et l'Est de Java. Son quartier général est à Jakarta.